# 여성주의 성 전쟁
여성주의 섹스 논쟁(feminist sex wars 페미니스트 섹스 워스[*]), 또는 레즈비언 섹스 논쟁, 간단히 섹스 논쟁, 포르노 논쟁은 여성주의자 사이에서 발생한 성과 성적 행위과 관련된 여러 쟁점에 대한 집단적 논쟁이다. 성 문제에 대한 의견의 차이는 1970년대 후반과 1980년 후반의 여성주의 운동을 양극화시켰고, 오늘날까지 여성주의자 사이의 논쟁에 영향을 주고 있고 있다. 포르노그래피, 성매매에 대하여 의견을 달리하는 반포르노 여성주의자(anti-porn feminist)와 친포르노 여성주의자(pro-pornography feminist) 그룹으로 특징지어진다. 포르노 논쟁뿐만 아니라 성 대립 전반에 걸쳐서 논쟁은 대체로 급진 여성주의가 내세운 선명한 아젠다와 이론에 힘입어 형성된 헤게모니와 이에 대한 자유주의 여성주의와 사회주의 여성주의의 비판으로 전개되었다. 급진 여성주의 내부에서도 자유의지-급진 여성주의와 문화-급진 여성주의의 분열이 시작됐고, 급진-문화 여성주의와 트랜스-퀴어 정치학 사이에서도 뜨거운 논쟁이 지속됐다. 여성주의 운동은 이 논쟁의 결과로 크게 분열되었다.

## 대립되는 두 관점

### 포르노 논쟁

#### 반포르노 여성주의자
1976년 안드레아 드워킨(Andrea Dworkin)은 뉴욕에서 영화 《스너프》(Snuff)에 반대하는 시위를 조직하였으나 여성주의 반포르노 운동을 계속하기 위한 조직을 시작하기 위한 노력은 실패하였다. 이러한 노력은 《스너프》에 반대하기 위해 위민 어게인스트 바이얼런스 어게인스트 위민(Women Against Violence Against Women)이 창설된 로스엔젤레스에서 더욱 성공적이었으며, 롤링 스톤스의 1976년 앨범인 《블랙 앤드 블루》(Black and Blue)를 반대하는 운동을 전개하였다. 미국의 반포르노 운동은 위민 어게인스트 바이얼런스 인 포나그러피 앤드 미디아(Women Against Violence in Pornography and Media, WAVPM)의 창설로 더욱 활발해졌으며, 수전 그리핀(Susan Griffin), 캐슬린 배리(Kathleen Barry), 로러 레더러(Laura Lederer) 등이 초기 멤버로 참여하였다. WAVPM은 1978년에 최초의 테이크 백 더 나잇(Take Back the Night) 행진을 포함한 포르노그래피에 대한 최초의 전국적 컨퍼런스를 개최하였다. 이 컨퍼런스는 위민 어게인스트 포나그러피(Women Against Pornography, WAP)의 깃발 아래 1978년 뉴욕에서 반포르노 여성주의자들이 조직화되고, 비슷한 조직과 노력이 미국 전역으로 확산되는 것을 이끌었다. 1983년에 한때 WAVPM, WAP의 회원이었던 페이지 멜리시(Page Mellish)는 포르노 산업을 제한하기 위한 법적인 변화를 모색하는 정치적 운동에 집중하기 위하여 페미니스츠 파이팅 포나그러피(Feminists Fighting Pornography)를 창설하였다. 안드레아 드워킨와 캐서린 맥키넌(Catharine MacKinnon)은 포르노그래피를 규제하는 법을 원했고, 결국 반포르노그래피 시민권법(Antipornography Civil Rights Ordinance)의 초안을 작성하였다.

#### 친포르노 여성주의자
1979년부터 여성주의 저널리스트인 엘런 윌리스(Ellen Willis)는 반포르노 여성주의를 성적 청교도주의, 도덕적 권위주의, 표현의 자유에 대한 위협으로 보아 반포르노 여성주의자를 비판한 인물 중에 한 명이다. 윌리스의 1981년 에세이인 《러스트 허라이즌스: 이즈 더 위민스 무브먼트 프로-섹스?》(Lust Horizons: Is the Women's Movement Pro-Sex? →성욕의 한계: 여성 운동은 친섹스인가?)는 친섹스(pro-sex) 여성주의라는 용어의 기원이다. 반포르노 여성주의에 대한 친섹스 여성주의의 대응은 섹스를 여성을 위한 쾌감의 장으로 격상시키고, 반포르노 진영을 오락적 섹스와 포르노그래피에 대한 정치적 우파의 투쟁과 연관된 것으로 치부하는 것이었다. 초기 친섹스 그룹으로는 게일 루빈(Gayle Rubin), 팻 캘러피아(Pat Califia) 등을 초기 회원으로 하여 1978년에 샌프란시스코에서 창립된 새머아(Samois), 도러시 앨러슨(Dorothy Allison)과 조 아르노네(Jo Arnone)가 1981년 창립한 레즈비언 섹스 마피마(Lesbian Sex Mafia) 등이 있다. 드워킨-매키논 법에 대응하여 페미니스트 앤티-센서십 테스크포스(Feminist Anti-Censorship Taskforce)가 1984년 엘런 윌리스에 의해 설립되었고, 1989년에 페미니스츠 어게인스트 센서십(Feminists Against Censorship)이 영국에서 창설되었으며, 페미니스츠 포 프리 익스프레션(Feminists for Free Expression)이 미국에서 1992년에 설립되었다. FACT는 1986년 포르노그래피금지조례 위헌 판결을 이끌어냈고, 이후 포르노 논쟁은 소강상태에 접어든다.

### 성매매 논쟁
약 10년 동안 여성운동을 지배한 포르노 논쟁은 1986년 포르노그래피금지조례 위헌 판결 이후 소강상태에 접어들었다. 한편 성매매를 둘러싼 논쟁은 1980년대 초부터 성전쟁의 새로운 격전지로 부상하기 시작했으며, 포르노그래피와 함께 성전쟁의 또 다른 축을 형성했다. 두 논쟁은 상당히 비슷한 양상을 띈다. 포르노 논쟁과 마찬가지로 성매매 논쟁 역시 급진주의 페미니즘의 헤게모니와 이에 대한 자유주의 페미니즘과 사회주의 페미니즘의 비판으로 전개되었다. 캐슬린 배리 등 성매매 논쟁을 주도한 많은 페미니스트들은 동시에 포르노그래피 반대운동가이기도 했다. 하지만 포르노그래피 논쟁이 '재현'에 관한 이론적 논의와 법적 투쟁에 집중했다면 성매매 논쟁은 성판매여성들의 권리 주장과 긴밀하게 연관되었고, 따라서 성판매여성들이 논쟁의 주체로 참여했다는 점에서 차이가 있다. 이후 논쟁은 성구매자와 제3자에 대한 처벌, 이른바 '성 수요 차단 모델'(혹은 '노르딕 모델')을 통한 성매매 근절을 주장하는 폐지주의 페미니즘 그룹과 자발적 성매매와 강압적 성매매를 구분해 자발적 성매매에 대한 비범죄화를 주장하는 성노동 페미니즘, 두 그룹을 중심으로 전개된다. 1980년대까지는 UN을 비롯한 국제 조직들 사이에서 대체로 폐지주의 측 주장이 수용됐으나, 2016년 국제 엠네스티가 성노동 측 입장을 수용하는 것을 계기로 드러났듯이 최근 들어 성노동 페미니즘의 입지가 두드러지게 커졌다. 이러한 성노동 페미니즘에 반발하는 목소리도 커져, 두 입장 간의 논쟁은 국제법적 무대에서 지속되고 있다.

## 같이 보기
- 포르노그래피에 관한 여성주의의 관점
- 여성주의와 성매매